# Останній рубіж (фільм, 2013)
«Останній рубіж» (англ. Homefront) — американський кримінальний бойовик режисера Ґері Фледера, що вийшов 2013 року. У головних ролях Джейсон Стейтем, Джеймс Франко. Стрічка створена на основі однойменного роману Чака Лоґана.
Сценаристом і продюсером був Сільвестер Сталлоне, продюсерами також були Кевін Кінґ Темплтон, Джон Томпсон і Лес Велдон. У США прем'єра фільму відбулася 27 листопада 2013 року, в Україні — 28 листопада 2013 року.

## Сюжет
Після смерті дружини колишній агент Управління боротьби з наркотиками Філ Брокер разом зі своєю донькою переїжджає у маленьке містечко. Проте його спокійне життя закінчується, коли Ґейтор, місцевий наркобарон, дізнається про його колишню роботу, і воно ще більше ускладнюється, коли Денні Ті, ув'язнений наркобарон оголошує винагороду за голову Філа.

## У ролях
| Актор              | Персонаж                                             | Роль                                             |
| ------------------ | ---------------------------------------------------- | ------------------------------------------------ |
| Джейсон Стейтем    | Філ Брокер (англ. Phil Broker)                       | колишній агент Управління боротьби з наркотиками |
| Джеймс Франко      | Ґейтор Бодін (англ. Gator Bodine)                    | наркодилер                                       |
| Вайнона Райдер     | Шеріл Ґотт (англ. Sheryl Gott)                       | колишня байкер, подруга Ґейтора                  |
| Кейт Босворт       | Кессі Бодін (англ. Cassie Bodine)                    | наркозалежна сестра Ґейтора                      |
| Чак Зіто           | Денні "Денні Т" Террі (англ. Danny "Danny T" Turrie) | лідер банди байкерів                             |
| Френк Ґрілло       | Сайрус Хенкс (англ. Cyrus Hanks)                     |                                                  |
| Кленсі Браун       | Кейт Родріг (англ. Keith Rodrigue)                   | шериф                                            |
| Рашель Лефевр      | Сьюзен Хетч (англ. Susan Hetch)                      |                                                  |
| Прюїтт Тейлор Вінс | Веркс (англ. Werks)                                  |                                                  |

## Сприйняття

### Критика
Станом на 22 листопада 2013 року рейтинг очікування фільму на сайті Rotten Tomatoes становив 96 % зі 6,291 голос, на Kino-teatr.ua — 100 % (1 голос).
Фільм отримав змішано-негативні відгуки: Rotten Tomatoes дав оцінку 40 % на основі 97 відгуків від критиків (середня оцінка 4,8/10) і 66 % від глядачів із середньою оцінкою 3,7/5 (26,917 голосів). Загалом на сайті фільми має змішаний рейтинг, фільму зарахований «гнилий помідор» від кінокритиків, проте «попкорн» від глядачів, Internet Movie Database — 6,9/10 (6 471 голос), Metacritic — 39/100 (35 відгуків критиків) і 5,5/10 від глядачів (47 голосів). Загалом на цьому ресурсі від критиків фільм отримав негативні відгуки, а від глядачів — змішані.

### Касові збори
Під час показу в Україні, що стартував 28 листопада 2013 року, протягом першого тижня фільм показали у 73 кінотеатрах і він зібрав 158,815 $, що на той час дозволило йому зайняти 4 місце серед усіх прем'єр. Показ протривав 4 тижні і завершився 22 грудня 2013 року. За цей час стрічка зібрала у кінопрокаті 356,157 $. Із цим показником стрічка зайняла 66 місце у кінопрокаті за касовими зборами в Україні.
Під час показу у США, що розпочався 27 листопада 2013 року, протягом першого тижня фільм показали у 2,570 кінотеатрах і він зібрав 6,915,241 $, що на той час дозволило йому зайняти 5 місце серед усіх прем'єр. Показ фільму протривав 37 днів (5,3 тижня) і за цей час фільм зібрав у прокаті у США 20,158,898  доларів США, а у решті світу 3,416,223 $, тобто загалом 23,574,715 $ при бюджеті 22 млн $.